# Brezine (Farkaševac)
 Brezine  falu Horvátországban Zágráb megyében. Közigazgatásilag Farkaševachoz tartozik.

## Fekvése
Zágrábtól 56 km-re északkeletre, Belovártól 14 km-re északnyugatra, községközpontjától 5 km-re északkeletre a megye északkeleti határán fekszik. 

## Története
A településnek 1857-ben 260, 1910-ben 335 lakosa volt. Trianonig Belovár-Kőrös vármegye Belovári járásához tartozott. 1993-ig közigazgatásilag Vrbovec község része volt, ekkor az újonnan alakított Farkaševac községhez csatolták. 2001-ben a falunak 240  lakosa volt. 

## Lakosság
| Lakosság változása | Lakosság változása | Lakosság változása | Lakosság változása | Lakosság változása | Lakosság változása | Lakosság változása | Lakosság változása | Lakosság változása | Lakosság változása | Lakosság változása | Lakosság változása | Lakosság változása | Lakosság változása | Lakosság változása |
| ------------------ | ------------------ | ------------------ | ------------------ | ------------------ | ------------------ | ------------------ | ------------------ | ------------------ | ------------------ | ------------------ | ------------------ | ------------------ | ------------------ | ------------------ |
| 1857               | 1869               | 1880               | 1890               | 1900               | 1910               | 1921               | 1931               | 1948               | 1953               | 1961               | 1971               | 1981               | 1991               | 2001               |
| 260                | 259                | 258                | 276                | 282                | 335                | 347                | 405                | 442                | 452                | 419                | 366                | 297                | 236                | 240                |

## Külső hivatkozások
Farkaševac község hivatalos oldala